# ISO 15883
Die ISO 15883 ist eine Normreihe für Reinigungs- und Desinfektionsgeräte. Sie verdeutlicht und beschreibt die Geräteanforderungen und die Validierung der Abläufe für die Aufbereitung. Sie ist in Deutschland als DIN-Norm DIN EN ISO 15883 gültig.

## Gliederung der Norm
Die Norm besteht aus sieben Teilen:
| Teil   | Titel | Veröffentlichungsdatum |
| ------ | --- | ---------------------- |
| Teil 1 | Allgemeine Anforderungen, Begriffe und Prüfverfahren | 2006-04                |
| Teil 2 | Anforderungen und Prüfverfahren von Reinigungs-Desinfektionsgeräten mit thermischer Desinfektion für chirurgische Instrumente, Anästhesiegeräte, Gefäße, Utensilien, Glasgeräte usw.            | 2006-04                |
| Teil 3 | Anforderungen an und Prüfverfahren für Reinigungs-Desinfektionsgeräte mit thermischer Desinfektion für Behälter für menschliche Ausscheidungen (Steckbeckenspüler)                              | 2006-04                |
| Teil 4 | Anforderungen und Prüfverfahren für Reinigungs-Desinfektionsgeräte mit chemischer Desinfektion für thermolabile Endoskope                                                                       | 2018-11                |
| Teil 5 | Leistungsanforderungen und Kriterien für Prüfverfahren zum Nachweis der Reinigungswirkung, z. Z. Entwurf ISO/FDIS 15883-5                                                                       | (2020-12)              |
| Teil 6 | Anforderungen und Prüfverfahren für Reinigungs-Desinfektionsgeräte mit thermischer Desinfektion für nicht invasive, nicht kritische Medizinprodukte und Zubehör im Gesundheitswesen             | 2011-04                |
| Teil 7 | Anforderungen und Prüfverfahren für Reinigungs-Desinfektionsgeräte mit chemischer Desinfektion für nicht invasive, nicht kritische thermolabile Medizinprodukte und Zubehör im Gesundheitswesen | 2016-02                |

## ISO 15883-1
Für die Validierung von Reinigungs- und Desinfektionsgeräten gibt es 3 Schritte:
1. Die Installations-Qualifikation (IQ) bestätigt, dass sie der Spezifikation entsprechend bereitgestellt und installiert sind.
2. Die Betriebs-Qualifikation (BQ)  bestätigt, dass sie laut Hersteller die thermische Desinfektion ordnungsgemäß durchführen und  innerhalb vorgegebener Grenzwerte bleiben.[8]
3. Die Leistungs-Qualifikation (LQ) bedeutet, dass die Leistung der Reinigungswirkung und thermischen Desinfektion der  Reinigungs- und Desinfektionsgeräte mit geeigneten Prüfverfahren wie Thermologgern[9], Bioindikatoren und Testanschmutzung[10] kontrolliert wird.[11]

## ISO 15883-2
Die Reinigungsleistung wird mit 50 ml Schafblut auf Baumwollprüfkörper geprüft.

## ISO 15883-3
Reinigungsdesinfektionsgeräte müssen folgende Anforderungen erfüllen:
- Die Programmsteuerung muss automatisch erfolgen.
- Sensoren zur Regelung und Überwachung der Desinfektion müssen vorhanden sein.
- Die Prozesschemikalien müssen automatisch dosiert und dieser Vorgang muss automatisch kontrolliert werden.
- Die Chargen müssen mittels eines Systems dokumentiert werden.
- Die Haltezeiten und Temperaturen müssen einstellbar sein. Der A0-Wert muss mindestens 600 betragen, bei Infektionskrankheiten mit Viren mindestens 3000.[9][13][14][15] Seien dafür der D-Wert eines Desinfektionsverfahrens mit feuchter Hitze diejenige Zeit, die bei einer bestimmten Temperatur notwendig ist, um die Keimzahl auf 10 % zu senken, und der z-Wert die Temperaturerhöhung, die notwendig ist, um den D-Wert auf 1/10 zu reduzieren. Dann ist der A0-Wert dieses Verfahrens die Dauer in Sekunden, die bei einer durch das Verfahren an das Produkt übertragenen Temperatur von 80 °C zur Abtötung all solcher Mikroorganismen führt, bei denen der z-Wert 10 beträgt.[9]

## ISO 15883-4
Endoskope dürfen aufgrund der thermischen Instabilität der Endoskopschläuche chemisch desinfiziert werden. Für die Prüfung gibt es eine spezielle Testanschmutzung aus hep. Blut + Protamin und Durchspülen der Endoskopschläuche mit NaCl und Anzucht der Keime auf speziellen Nährböden.

## ISO/FDIS 15883-5
Für Steckbeckenspüler kommen beispielsweise Edelstahlplättchen mit einer Prüfanschmutzung RAMS (Rinderalbumin, Mucin, Stärke) und Enterococcus faecium (Bioindikator) zum Einsatz.
Instrumentenspülmaschinen werden mit Edelstahlschrauben gemäß DIN 84M mit E. faecium ATCC 6057 und kontaminierten Hammelblut getestet.
Endoskopspülmaschinen werden über den Schwämmchen-Test mit der Kanal-Spülflüssigkeit (20 ml NaCl + Inhibitor) geprüft. Außerdem wird das letzte Spülwasser (250 ml) untersucht, bzw. werden Abstriche genommen oder Bioindikatoren verwendet, um zu einem Prüfergebnis zu gelangen.